# Cine malayalam

Imagen ilustrativa de una claqueta con la bandera de India.

El cine malayalam es el segmento del cine de India dedicado a la producción de películas en el idioma malayalam, el cual se habla ampliamente en el estado de Kerala, India. El cine malayalam incluye la industria cinematográfica comercial, popularmente conocida como Mollywood, así como el cine independiente en idioma malayalam.

## Recepción de la crítica

### Reconocimiento internacional
En 1982, Elippathayam ganó el Trofeo Sutherland en el Festival de Cine de Londres, y fue nombrada la Película Más Original e Imaginativa de 1982 por el British Film Institute. La película Marana Simhasanam ganó el prestigioso Caméra d'Or en el Festival de Cannes de 1999. Guru (1997) de Rajiv Anchal, Adaminte Makan Abu (2011) de Salim Ahamed, Jallikkattu (2019) de Lijo Jose Pellissery y 2018 (2023) de Jude Anthany Joseph fueron películas malayalam enviadas por India como sus candidatas oficiales para la categoría de Mejor Película en Lengua Extranjera en los Academy Awards.

### Reconocimiento nacional
A partir de 2018, el cine en malayalam ha recibido 12 al mejor filme, 13 al mejor director de filme, 14 premios al mejor actor y 6 al mejor actriz,  en los premios nacionales de cine, India.

#### Mejor película de largometraje
| Películas en malayalam que han recibido el Premio Nacional de Cine a la Mejor Película de Largometraje de India | Películas en malayalam que han recibido el Premio Nacional de Cine a la Mejor Película de Largometraje de India | Películas en malayalam que han recibido el Premio Nacional de Cine a la Mejor Película de Largometraje de India | Películas en malayalam que han recibido el Premio Nacional de Cine a la Mejor Película de Largometraje de India | Películas en malayalam que han recibido el Premio Nacional de Cine a la Mejor Película de Largometraje de India | Películas en malayalam que han recibido el Premio Nacional de Cine a la Mejor Película de Largometraje de India |
| Año | Película(s) | Productor(es)                                                                                                   | Director(es) | Cita | Refs. |
| --- | --- | --- | --- | --- | --- |
| 1965 | Chemmeen | Babu Ismail Settu                                                                                               | Ramu Kariat | | [ 3 ] |
| 1972 | Swayamvaram | Adoor Gopalakrishnan                                                                                            | Adoor Gopalakrishnan                                                                                            | | [ 4 ] |
| 1973 | Nirmalyam | M. T. Vasudevan Nair                                                                                            | M. T. Vasudevan Nair                                                                                            | | [ 5 ] [ 6 ] |
| 1985 | Chidambaram | G. Aravindan | G. Aravindan | Ver lista Por proporcionar una rara experiencia cinematográfica al delinear los conflictos internos y el sufrimiento de un individuo en el contexto de los elementos. | [ 7 ] |
| 1988 | Piravi | Film Folks | Shaji N. Karun                                                                                                  | Ver lista Por la evocación creativa del pathos humano con una sensibilidad cinematográfica refinada. | [ 8 ] |
| 1995 | Kathapurushan                                                                                                   | Adoor Gopalakrishnan                                                                                            | Adoor Gopalakrishnan                                                                                            | Ver lista Por la notable representación del individuo nacido en la víspera de la Independencia. La película ofrece una visión de la evolución socio-política de la India post-independiente a través del individuo con cualidades cinematográficas destacadas y un atractivo universal. | [ 9 ] |
| 1999 | Vanaprastham | Pranavam Arts                                                                                                   | Shaji N. Karun                                                                                                  | Ver lista Por su tratamiento multicapa de temas como el sistema de castas, el patrocinio a las artes, el Guru Shishya Parampara y la crisis de identidad de un artista en la escena. | [ 10 ] |
| 2000 | Shantham | P. V. Gangadharan                                                                                               | Jayaraj | Ver lista Por abordar el muy contemporáneo tema de la rivalidad política y la violencia en nuestra sociedad de una manera inusualmente imaginativa. El lenguaje de la película va más allá de la narrativa convencional para apelar a la calma y al buen sentido.                       | [ 11 ] |
| 2006 | Pulijanmam | M. G. Vijay | G. Aravindan | Ver lista Por su enfoque único en los temas y su hábil utilización del medio cinematográfico para crear una narrativa fuerte e impactante. | [ 12 ] |
| 2009 | Kutty Srank | Reliance Big Pictures                                                                                           | Shaji N. Karun                                                                                                  | Ver lista Por su visión y habilidad cinematográfica que expresan las diferentes perspectivas de tres mujeres sobre la verdad del hombre en sus vidas. | [ 13 ] |
| 2010 | Adaminte Makan Abu                                                                                              | Salim Ahamed Ashraf Bedi                                                                                        | Salim Ahamed | Ver lista Por una articulación simple pero evocadora de valores humanistas que libera los asuntos de fe de las limitaciones del parroquialismo estrecho. Las preocupaciones de Abu, hijo de Adán, son atemporales y universales en su alcance.                                          | [ 14 ] |
| 2019 | Marakkar: Lion of the Arabian Sea                                                                               | Antony Perumbavoor                                                                                              | Priyadarshan | Ver lista Una gran representación de la vida del ícono histórico del siglo XVI Kunjali Marakkar y una dramática representación de los fenómenos multiculturales de la época, las relaciones humanas, el patriotismo y el valor.                                                         | [ 15 ] |

#### Mejor director
De los 40 premios Premio Nacional de Cine a la Mejor Dirección entregados hasta 2007, los directores de malayalam han recibido 12. Los directores que han ganado incluyen a Adoor Gopalakrishnan (1973, 1985, 1988, 1990, 2007), G. Aravindan (1978, 1979, 1987), Shaji N. Karun (1989), T. V. Chandran (1994), Jayaraj (1998, 2017) y Rajivnath (1999). También hay varios receptores del Premio Especial del Jurado: Mankada Ravi Varma (1984), John Abraham (1987), Shaji N. Karun (1995) y Pradeep Nair (2005).

#### Mejor compositor de musica
Los compositores de música ganadores del Premio Nacional del cine de malayalam son Johnson (1994, 1995), Ravi (1995), Ouseppachan (2008), Ilaiyaraaja (2010), Isaac Thomas Kottukapally (2011), Bijibal (2012) y M. Jayachandran (2016). Hasta 2009, el Premio Nacional de 1995 que Johnson recibió por la banda sonora de Sukrutham (1994) fue la única vez en la historia del premio en la que el galardonado compuso la banda sonora en lugar de su cantante de playback. Compartió ese premio con Bombay Ravi, quien recibió el premio por componer las canciones para la misma película. En 2010 y 2011, los premios otorgados a las bandas sonoras fueron ganados por películas de malayalam: Kerala Varma Pazhassi Raja (Ilaiyaraaja) y Adaminte Makan Abu (Isaac Thomas Kottukapally). Raveendran también recibió una Mención Especial en 1991 por componer canciones para la película Bharatham.

#### Mejor letrista
Los letristas que han ganado el Premio Nacional son Vayalar Ramavarma (1973), O. N. V. Kurup (1989) y Yusufali Kechery (2001). Los cantantes masculinos que han recibido el Premio Nacional son K. J. Yesudas (1973, 1974, 1988, 1992, 1994, 2017), P. Jayachandran (1986) y M. G. Sreekumar (1991, 2000). Yesudas ha ganado dos premios nacionales más por cantar en películas en hindi (1977) y telugu (1983), lo que lo convierte en la persona que ha ganado más Premio Nacional de Cine al Mejor Cantante Masculino, con ocho. Las cantantes femeninas que han ganado el Premio Nacional de Cine a la Mejor Cantante Femenina son S. Janaki (1981) y K. S. Chithra (1987, 1989). Chitra también ha ganado el premio por canciones en tamil (1986, 1997, 2005) y hindi (1998), lo que la convierte en la persona con más Premio Nacional de Cine a la Mejor Cantante Femenina, con seis premios.

## Películas emblemáticas
| Año  | Título               | Director             | Notas | Ref.   |
| ---- | -------------------- | -------------------- | --- | ------ |
| 1928 | Vigathakumaran       | J. C. Daniel         | Primer largometraje en malayalam. La producción comenzó en 1928 y se estrenó en el Capitol Theatre de Thiruvananthapuram el 23 de octubre de 1930. Fue producido y dirigido por J. C. Daniel, un empresario sin experiencia previa en cine, acreditado como el padre del cine malayalam. | [ 18 ] |
| 1933 | Marthanda Varma      | P. V. Rao            | Primer caso de derechos de autor en la industria cinematográfica india y en la publicación literaria de Kerala. | [ 19 ] |
| 1938 | Balan                | S. Nottani           | Primer "talkie" en malayalam. Dirigida por S. Nottani, fue el primer éxito comercial en el cine malayalam. | [ 20 ] |
| 1948 | Nirmala              | P. V. Krishna Iyer   | Introdujo el canto en playback en el cine malayalam. | [ 21 ] |
| 1951 | Jeevitha Nouka       | K. Vembu             | Primer gran éxito en la taquilla de Kerala. | [ 22 ] |
| 1954 | Neelakuyil           | P. Bhaskaran         | Primer película en malayalam en ganar un Premio Nacional de Cine. | [ 23 ] |
| 1954 | Neelakuyil           | Ramu Kariat          | Primer película en malayalam en ganar un Premio Nacional de Cine. | [ 23 ] |
| 1955 | C.I.D.               | M. Krishnan Nair     | Primer thriller criminal en malayalam. | [ 24 ] |
| 1955 | Newspaper Boy        | P. Ramdas            | Primer película neo-realista en malayalam. | [ 25 ] |
| 1961 | Kandam Bacha Coat    | Shiyas Chennattu     | Primer película en color en el cine malayalam. | [ 26 ] |
| 1964 | Bhargavi Nilayam     | A. Vincent           | Primer película de terror en el cine malayalam. | [ 27 ] |
| 1965 | Chemmeen             | Ramu Kariat          | Primer película en malayalam y del sur de India en ganar el Premio Nacional de Cine a la Mejor Película, y la primera en participar en un festival internacional de cine. | [ 28 ] |
| 1965 | Murappennu           | A. Vincent           | Primer película filmada en exteriores. | [ 29 ] |
| 1967 | Chithramela          | T. S. Muthiah        | Primer película de antología en el cine malayalam. | [ 30 ] |
| 1972 | Swayamvaram          | Adoor Gopalakrishnan | Pionero del "movimiento de cine de nueva ola" en malayalam; primer película en malayalam en ganar el Premio Nacional de Cine a la Mejor Dirección. | [ 31 ] |
| 1978 | Thacholi Ambu        | Navodaya Appachan    | Primer película en CinemaScope en malayalam y también la primera en recaudar más de 1 crore en la taquilla. | [ 32 ] |
| 1982 | Padayottam           | Jijo Punnoose        | Primer película en 70 mm en el sur de India. | [ 33 ] |
| 1984 | My Dear Kuttichathan | Jijo Punnoose        | Primer película en 3D en India. Fue la primera película india filmada en formato 3D. | [ 34 ] |
| 1986 | Amma Ariyan          | John Abraham         | Primer película en malayalam producida mediante la recaudación de fondos del público y la única del sur de India en aparecer en la lista de las 10 mejores películas indias del British Film Institute.                                                                                  | [ 35 ] |
| 1993 | O' Faby              | K. Sreekuttan        | Primer película híbrida de acción en vivo/animación en India. | .      |
| 1994 | Swaham               | Shaji N. Karun       | Primer película en malayalam en competir por la Palma de Oro en el Festival de Cine de Cannes. | [ 37 ] |
| 1997 | Guru                 | Rajiv Anchal         | Primer película en malayalam en ser enviada como entrada oficial de India a los Oscars para ser considerada en la categoría de Mejor Película en Lengua Extranjera. | [ 38 ] |
| 2005 | Athbhutha Dweepu     | Vinayan              | La película fue incluida en el Libro Guinness de los Récords por contar con el mayor número de enanos en una sola película, y su actor principal Ajaykumar fue incluido por ser el actor más bajo en interpretar el papel principal en la historia del cine.                             | [ 39 ] |
| 2006 | Moonnamathoral       | V. K. Prakash        | Primer película digital en malayalam y primer cine en alta definición (HD) distribuido digitalmente a los cines a través de satélite. | [ 40 ] |
| 2009 | Pazhassi Raja        | Hariharan            | Primer película en malayalam en tener un lanzamiento en formato Blu-ray para video en casa. | [ 41 ] |
| 2010 | Jalachhayam          | Sathish Kalathil     | Primer largometraje filmado completamente con una cámara de teléfono móvil. | .      |
| 2013 | Drishyam             | Jeethu Joseph        | Primer película en malayalam en superar los ₹50 crores de recaudación bruta en cines. | [ 43 ] |
| 2016 | Pulimurugan          | Vysakh               | Primer película en malayalam en superar los ₹100 crores de recaudación bruta en cines. | [ 44 ] |
| 2020 | Fourth River         | RK DreamWest         | Primer película en malayalam en estrenarse directamente en una plataforma de streaming (OTT). | [ 45 ] |
| 2020 | C U Soon             | Mahesh Narayanan     | Primer película india filmada completamente en una pantalla de ordenador. | [ 46 ] |
| 2021 | Minnal Murali        | Basil Joseph         | Primer película de superhéroes del cine malayalam. |        |
| 2022 | Vazhiye              | Nirmal Baby Varghese | Primer película de metraje encontrado en el cine malayalam. | [ 47 ] |
| 2024 | Bramayugam           | Rahul Sadasivan      | Primer película en blanco y negro en India en superar los ₹50 crores de recaudación bruta en cines. | [ 48 ] |
| 2024 | Manjummel Boys       | Chidambaram          | Primer película en malayalam en superar los ₹200 crores de recaudación bruta en cines. | [ 49 ] |

## Premios del Estado de Kerala
Los premios del estado de Kerala se otorgan a películas realizadas en idioma malayalam. Los premios han sido concedidos por la academia de cine del estado de Kerala desde 1998 en nombre del Departamento de Asuntos Culturales del gobierno de Kerala. Los premios se iniciaron en 1969. Los galardonados son decididos por un jurado independiente formado por la academia y el Departamento de Asuntos Culturales. El jurado generalmente está compuesto por personalidades del campo del cine. Para los premios a la literatura sobre cine, se forma un jurado separado. La academia invita anualmente a las películas para el premio y el jurado analiza las películas antes de decidir a los ganadores. Los premios tienen la intención de promover películas con valores artísticos y animar a los artistas y técnicos.

## Festival internacional de cine de Kerala
El Festival Internacional de Cine de Kerala (IFFK) se celebra anualmente en Thiruvananthapuram, la ciudad capital de Kerala. Se inició en 1996 y es organizado por la academia de cine del estado de Kerala en nombre del Departamento de Asuntos Culturales del Gobierno Estatal. Se celebra en noviembre/diciembre de cada año y es reconocido como uno de los principales festivales de cine en India.